# SIEPAC

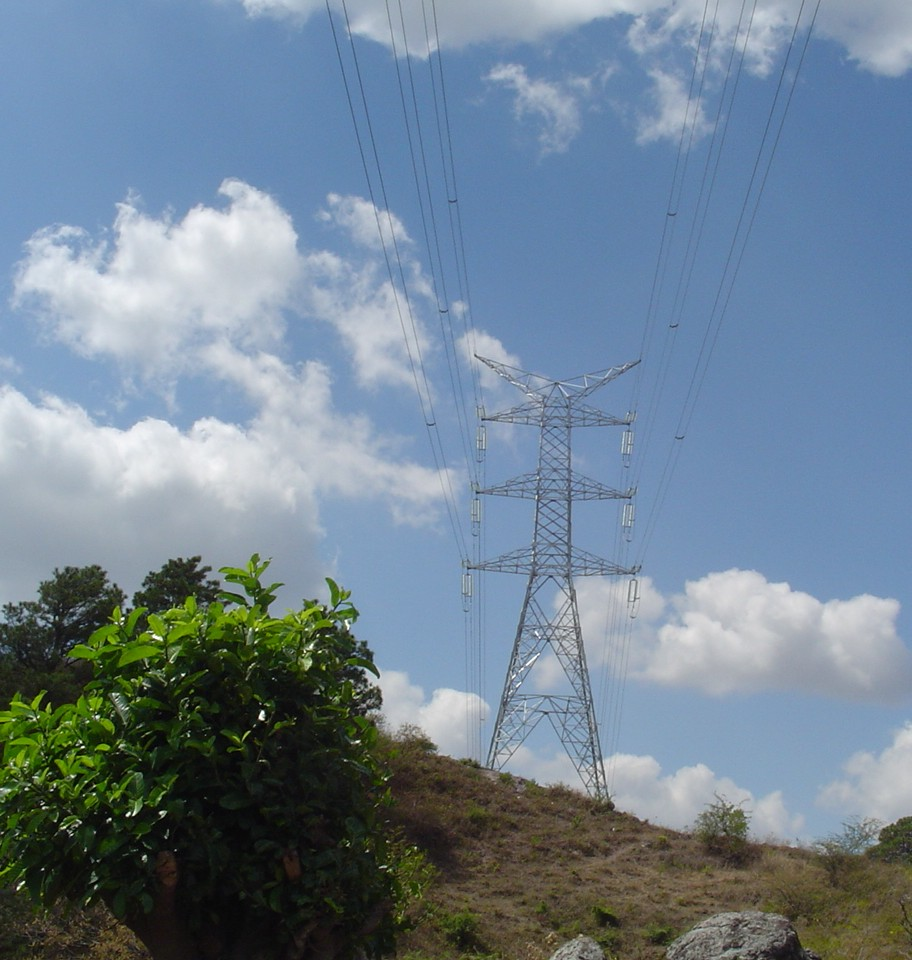
Stromleitung von SIEPAC (2005)

SIEPAC (spanisch Sistema de Interconexión Eléctrica de los Países de América Central) ist die Bezeichnung für das Verbundnetz, das mit Ausnahme Belizes die nationalen Stromnetze aller übrigen Länder in Zentralamerika verbindet: Costa Rica, El Salvador, Guatemala, Honduras, Nicaragua und Panama.

## Geschichte
Erste Überlegungen zu einem grenzüberschreitenden Strommarkt in der Region gehen bis in die 1970er Jahre zurück. Der spanische Stromversorger ENDESA führte 1987 eine Machbarkeitsstudie durch. 1989 wurde die CEAC (span. Consejo de Electrificación de América Central) als eine Koordinierungsstelle gegründet. Zwischen 1992 und 1997 wurden weitere Machbarkeitsstudien durchgeführt.
Die erste länderübergreifende Verbindung wurde 1976 zwischen Honduras und Nicaragua errichtet. Weitere Verbindungen (Nicaragua - Costa Rica und Costa Rica - Panama) folgten, aber bis 2002 blieb die Region zweigeteilt: Guatemala und El Salvador waren untereinander verbunden, aber von den restlichen Ländern isoliert. Die beiden Blöcke wurden 2002 zwar durch eine Leitung zwischen El Salvador und Honduras vereinigt, jedoch blieb die Übertragungskapazität der jeweiligen grenzüberschreitenden Verbindung beschränkt (30 bis maximal 100 MW).
SIEPAC sollte mit einer Übertragungskapazität von 300 MW nicht nur die Sicherheit und Verlässlichkeit der Stromversorgung in den angeschlossenen Ländern erhöhen, sondern auch helfen, die Erzeugungskosten zu reduzieren. Die Erzeugungskosten in der Region lagen 2013 bei geschätzten 150 USD pro MWh, verglichen mit 50 USD in vergleichbaren Märkten. Darüber hinaus könnten die vorzuhaltenden Reservekapazitäten in den teilnehmenden Ländern durch SIEPAC reduziert werden.
Die einzelnen Abschnitte von SIEPAC wurden von Dezember 2010 bis Oktober 2014 fertiggestellt. Mit der Fertigstellung der Leitung zwischen den Umspannwerken Parrita und Palmar Norte in Costa Rica war SIEPAC dann vollständig.

## Technik
Gegenwärtig (Stand Mai 2015) besteht SIEPAC aus Hochspannungsleitungen (230 kV, 300 MW) mit einer Gesamtlänge von 1.793 km. Es handelt sich dabei zurzeit um einfache Leitungen, jedoch wurden die Masten bereits für eine Doppelleitung ausgelegt. Insgesamt wurden 15 Umspannwerke und 4,632 Masten errichtet.
Es existiert eine Verbindung zum Stromnetz Mexikos: das Umspannwerk in Tapachula (Mexiko) ist über eine einfache Leitung (400 kV, 225 MW) mit dem Umspannwerk in Retalhuleu (Guatemala) verbunden. Eine Verbindung mit dem Stromnetz in Kolumbien besteht zurzeit nicht, ist aber geplant.

## Institutionen
Um einen gemeinsamen Markt, genannt MER (span. Mercado Eléctrico Regional) errichten zu können, mussten Institutionen sowie die zugrundeliegenden Regeln und Rahmenbedingungen des gemeinsamen Marktes festgelegt werden. Es wurden folgende Institutionen eingerichtet:
- CEAC (span. Consejo de Electrificación de América Central) als Koordinierungsstelle
- CRIE (span. Comisión Regional de Interconexión Eléctrica) als Regulierungsbehörde
- EOR (span. Ente Operador Regional) als regionaler Systembetreiber
- EPR (span. Empresa Proprietaria de la Red) als Betreiber der Übertragungsleitung

## Betreiber
SIEPAC wird von der in Panama registrierten Gesellschaft EPR betrieben, die zu gleichen Teilen im Besitz von neun Anteilseignern ist. Die Anteilseigner sind zum einen die jeweiligen nationalen Stromversorger bzw. Übertragungsnetzbetreiber der beteiligten Länder:
- ICE (span. Instituto Costarricense de Electricidad) und CNFL (span. Compañía Nacional de Fuerza y Luz), Costa Rica
- CEL (span. Comisión Ejecutiva Hidroeléctrica del Río Lempa) und ETESAL (span. Empresa Transmisora de El Salvador), El Salvador
- INDE (span. Instituto Nacional de Electrificación), Guatemala
- ENEE (span. Empresa Nacional de Energía Eléctrica), Honduras
- ENATREL (span. Empresa Nacional de Transmisión Eléctrica), Nicaragua
- ETESA (span. Empresa de Transmisión Eléctrica S.A.), Panama

Darüber hinaus sind noch beteiligt:
- Comisión Federal de Electricidad, Mexiko, seit 2008[1]
- ENDESA, Spanien
- ISA (span. Interconexión Eléctrica S.A. E.S.P.), Kolumbien, seit 2006[1]

## Sonstiges
Die Kosten für die Errichtung von SIEPAC lagen bei 494 bzw. 507,7 Mio. USD. Die IDB finanzierte davon 253,5 Mio. USD.